# الیزابت روبوز اینشتین
الیزابت روبوز اینشتین (انگلیسی: Elizabeth Roboz Einstein; ۱۱ آوریل ۱۹۰۴ – ۹ ژانویهٔ ۱۹۹۵) بیوشیمیدان و عصب‌شناس برجسته بود که به خاطر خالص‌سازی و شناسایی پروتئین پایه میلین (MBP)، تحقیق دربارهٔ نقش بالقوه آن در بیماری تخریب‌کننده عصبی ام‌اس (مالتیپل اسکلروزیس) و کمک به پایه‌گذاری زمینه نوظهور شیمی اعصاب شناخته شده است.

## زندگی اولیه و تحصیلات
الیزابت روبوز در سال ۱۹۰۴ در ساسواروش، ترانسیلوانیای پادشاهی مجارستان (اکنون اوراشتیه، رومانی) متولد شد. پدرش که معلم دبیرستان و ربی ارشد شهر بود، در سال ۱۹۱۴ درگذشت و مادرش الیزابت را همراه با پنج خواهر و برادرش به نیرگیهازا برد.
او در تمام پنج موضوع امتحان نهایی دبیرستان نمره عالی کسب کرد، اما در سال آخر دبیرستان، پارلمان مجارستان تعداد دانشجویان یهودی قابل پذیرش در دانشگاه بوداپست را محدود کرد. با آگاهی از اینکه این محدودیت ممکن است مانع پذیرش او در دانشگاه بوداپست شود، به جای آن در دانشگاه وین ثبت‌نام کرد. او در سال ۱۹۲۸ مدرک دکترای خود را در شیمی آلی با درجه ساما کون لوده (بالاترین افتخار) از دانشگاه وین دریافت کرد و پس از آن به مجارستان بازگشت، جایی که دانشگاه بوداپست از او خواست تا امتحانات را تکرار کند تا مدرکش تأیید شود.
در سال ۱۹۴۰، او از مجارستان که در آن یهودستیزی در حال افزایش بود، از طریق ویزای متخصص کشاورزی به ایالات متحده مهاجرت کرد. خانواده او در مجارستان ماندند و تحت تأثیر جنگ جهانی دوم قرار گرفتند؛ مادرش در طول جنگ درگذشت و برادرش کارل و دو خواهرزاده‌اش توسط نازی‌های مجار کشته شدند. پس از جنگ، سایر خواهران و برادرانش به او در ایالات متحده پیوستند و یکی از آنها به نام ادیث، خانه‌اش در پالو آلتو، کالیفرنیا را با او شریک شد.

## حرفه و تحقیقات

### حرفه
روبوز-اینشتین کار تحقیقاتی خود را به عنوان دانشمند گیاهی آغاز کرد. به عنوان دانشجوی کارشناسی، بیوشیمی گیاهی را در آزمایشگاه زلنر در وین مطالعه کرد. او یک آزمایشگاه تغذیه گیاهی در شرکت مجارستانی صنایع کشاورزی تأسیس کرد و این شرکت را در کنفرانس‌های علمی بین‌المللی نمایندگی کرد. پس از مهاجرت به ایالات متحده، آزمایشگاه دیگری در زمینه تغذیه گیاهی، این بار در یک شرکت سیب‌زمینی در استوکتون، کالیفرنیا راه‌اندازی کرد.
پس از این موقعیت‌های اولیه در صنعت، روبوز-اینشتین به دانشگاه رفت، جایی که حرفه او چندین مؤسسه را دربر گرفت. اولین آنها مؤسسه فناوری کالیفرنیا (کلتک) بود که در سال ۱۹۴۲ به عنوان دستیار تحقیقاتی به آن پیوست و آلوئه ورا را با بیوشیمی‌دان آلی آری یان هاگن-اسمیت مطالعه کرد. او به مقام پژوهشگر ارشد ارتقا یافت، اما کلتک استادان زن را منصوب نمی‌کرد، بنابراین در سال ۱۹۴۵ سمت دانشیار شیمی در دانشگاه وایومینگ را پذیرفت. او تا سال ۱۹۴۸ در این سمت باقی ماند، در حالی که همزمان در کالج مهندسی به عنوان شیمیدان تحقیقاتی نیز کار می‌کرد، تا اینکه به دانشگاه استنفورد پیوست و در آزمایشگاه تحقیقات غذایی مؤسسه تحقیقات استنفورد مشغول به کار شد.
در سال ۱۹۵۲، استنفورد را ترک کرد و به دانشگاه جورج‌تاون رفت، جایی که سمت دانشیار بیوشیمی را بر عهده گرفت و به دانشجویان پزشکی آموزش داد و همچنین در بیمارستان اداره امور کهنه‌سربازان سخنرانی کرد. در جورج‌تاون بود که او پس از مطالعه شیمی اعصاب برای آموزش دانشجویانش، به ام‌اس علاقه‌مند شد.
او در سال ۱۹۵۸ به دانشگاه استنفورد بازگشت (این بار به عنوان دانشیار عصب‌شناسی و میکروب‌شناسی پزشکی)، جایی که برای ریاست آزمایشگاه جدید شیمی اعصاب کوشلند در استنفورد انتخاب شد. او در سال ۱۹۵۹ به دانشکده پزشکی دانشگاه کالیفرنیا، سان فرانسیسکو نقل مکان کرد تا به خانه‌اش نزدیک‌تر باشد و بعداً به پردیس برکلی دانشگاه کالیفرنیا رفت. بسیاری از کارهای او توسط مؤسسه ملی بهداشت (NIH)، که برای آن محقق آزمایشگاه علوم بالینی، NIMH (بخش بیوشیمی بالینی سابق، بخش فیزیولوژی بالینی، و شاخه پزشکی روان تنی) بود، حمایت شد.